# Heidi (roman)
Pour les articles homonymes, voir Heidi.
Heidi est l’appellation des deux romans de la femme de lettres suisse alémanique Johanna Spyri publiés en 1880 et 1881. L'héroïne, une fillette, est devenue un personnage mythique de la Suisse et le roman fait partie des plus célèbres récits de la littérature d'enfance et de jeunesse.

## Les romans

### 1880: le premier roman

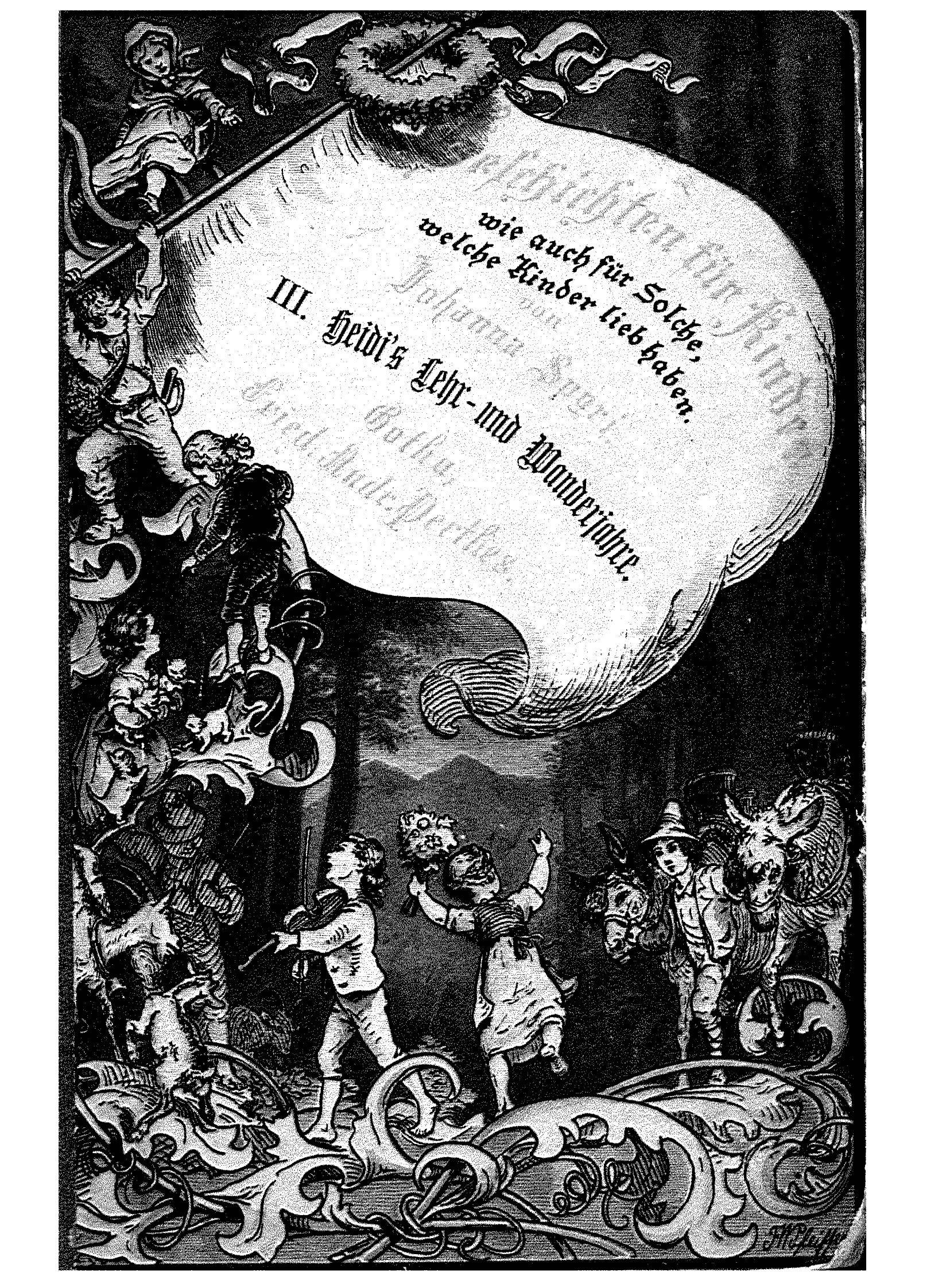
Premier livre de Heidi, de Johanna Spyri, sorti en 1881.

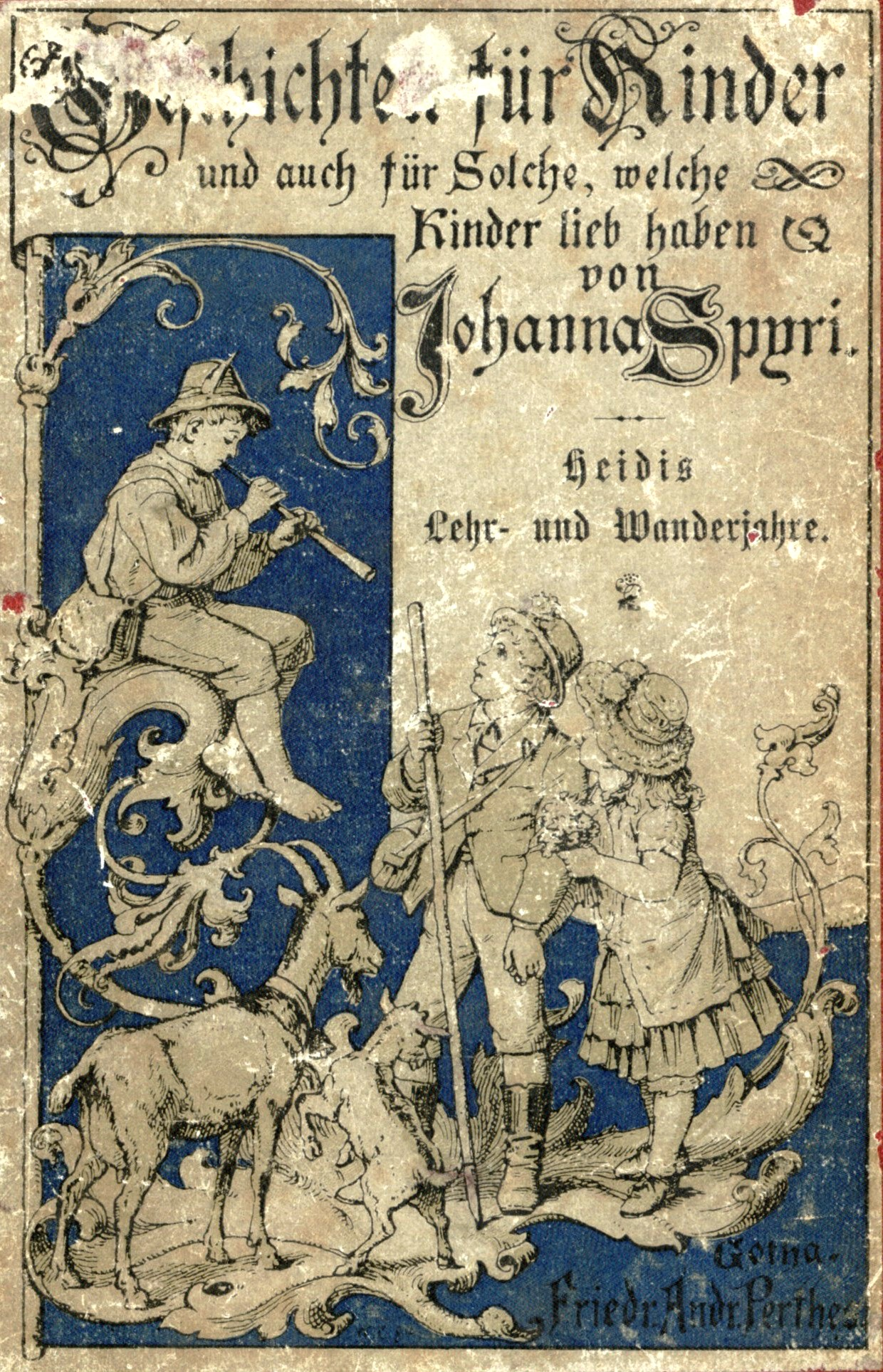
Seconde édition du premier roman de Heidi, de Johanna Spyri, sorti en 1888.

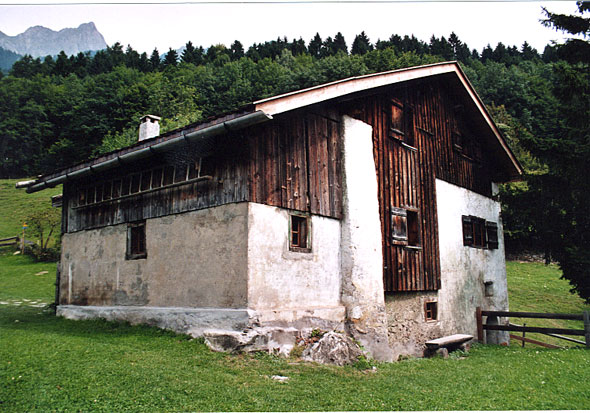
Maison de Heidi, à Maienfeld

Titre original : Heidis Lehr- und Wanderjahre (Les années d'apprentissage et de voyage de Heidi)

Titre français : Heidi (1882)
L'orpheline Heidi va habiter chez son grand-père sur un alpage au-dessus de Maienfeld dans le canton des Grisons, en Suisse, où elle devrait passer sa vie. Sa tante, Dete, la laisse au grand-père avec soulagement, car la garde de l'enfant lui apparaît comme un fardeau. Elle s'empresse de repartir, laissant l'enfant et le vieillard ensemble. Bien que d'allure renfermé et rustre, le vieil homme finit par s'attacher à Heidi. Alors que la fillette a fini par apprivoiser son grand-père et qu'elle s'est acclimatée et a trouvé de nouveaux amis (le petit chevrier Peter et sa grand-mère), sa tante qui doit légalement l'élever revient la chercher pour vivre à Francfort-sur-le-Main en Allemagne, où elle doit tenir compagnie à Clara Sesemann, une parente des patrons de la tante de Heidi, qui est paralysée. Mais Heidi est nostalgique de son alpage et tombe malade. Elle pourra finalement retourner chez son grand-père.

### 1881: le deuxième roman
Titre original : Heidi kann brauchen, was es gelernt hat (Heidi peut utiliser ce qu'elle a appris)

Titre français : Heidi grandit (1882)
Clara voudrait bien rendre visite à Heidi sur son alpage, mais elle est d'abord en trop mauvaise santé pour y aller. C'est donc le docteur, ami de M. Sesemann, qui fait le voyage jusqu'en Suisse. Heidi, qui lui est reconnaissante d'avoir permis son retour chez son grand-père, l'accueille avec joie et lui fait découvrir sa vie à la montagne. Pendant ce temps la santé de Clara périclite. Que faire pour l'aider ? Heidi a une idée : Clara pourrait peut-être la rejoindre sur l’alpage.

### Les personnages

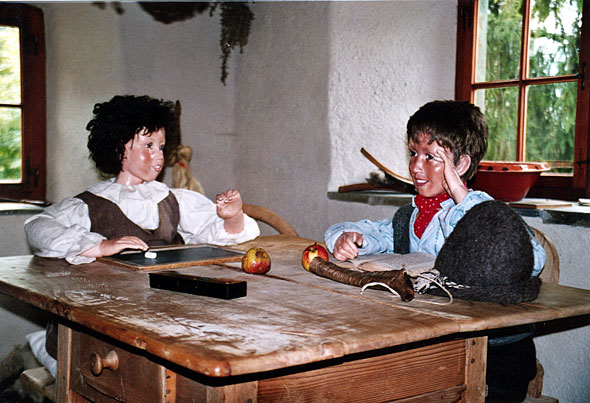
Heidi et Peter.

- Heidi : une fillette qui a 5 ans au début du premier roman et doit avoir environ 9 ans à la fin du deuxième. Elle est orpheline, mais va être récompensée par le destin. Son nom de baptême est Adélaïde (Adelheid dans le texte original allemand). Comme c'est la coutume en Suisse alémanique, les gens du pays utilisent toujours le diminutif de « Heidi »[4]. Sa mère avait aussi le nom de baptême d'Adelheid. Son père s'appelait Tobias[5].
- Peter : le petit chevrier (garçon qui garde les chèvres du village). Il ne va pas volontiers à l'école puisque l'apprentissage de la lecture ne lui réussit pas. Il vit avec sa mère, Brigitte, et sa grand-mère aveugle dans une maison située entre Dörfli et le chalet du grand-père de Heidi. Il est le meilleur ami de celle-ci et est jaloux de Clara.
- le grand-père : père de Tobias et donc grand-père paternel de Heidi. Misanthrope, il vit comme un ermite dans son chalet. Les habitants du village l'appellent « l'oncle de l'Alpe »[6].  Sa petite-fille, Heidi, le rapproche à nouveau des hommes dont il s'était écarté.
- Dete : appelée par les gens du village « la cousine Dete », sœur de la mère de Heidi, Adelheid (donc sa tante maternelle). Lorsque cette dernière meurt, après la mort de Tobias, son mari, Dete recueille Heidi, alors âgée d'un an. Lorsque Heidi aura cinq ans, Dete obtiendra une bonne place de travail dans une famille à Francfort et devra confier Heidi à son grand-père.
- Clara Sesemann : c'est une fillette d'environ 12 ans, paralysée, issue d'une riche famille. Elle vit dans une grande ville allemande, Francfort-sur-le-Main. Sa mère est disparue, son père quant à lui est constamment en voyage et a peu de temps à lui consacrer. Grâce à Heidi, elle se libère de sa solitude puis de sa souffrance.
- Monsieur Sesemann : père de Clara, riche homme d'affaires souvent en voyage.
- Madame Sesemann : mère de Monsieur Sesemann, elle vient de temps en temps à Francfort rendre visite à Clara, mais ne peut y rester à cause de sa santé. Elle apporte un peu de variété dans la vie monotone de Clara et apprendra à Heidi à lire.
- Fräulein Rottenmeier (en français mademoiselle Rougemont) : gouvernante de la maison de Monsieur Sesemann, elle est sévère et exigeante, mais elle aime sincèrement Clara dont elle a la charge… Malheureusement, elle ne comprend pas Heidi, qu'elle considère comme une sauvageonne qui doit être élevée strictement.
- Le docteur Classen (en français docteur Réroux) : ami de la famille Sesemann, il soigne Clara. C'est lui qui diagnostiquera le mal du pays de Heidi et persuadera Monsieur Sesemann de la renvoyer auprès de son grand-père dans les Alpes.

## Contexte
L’ère industrielle, avec ses bouleversements sociaux, est à l’origine du succès de ces romans.
Il réside dans la confrontation de l’univers alpestre, naturel et sain, avec la vie citadine en mutation industrielle à laquelle sont associées la maladie et l'indifférence.

## Reconnaissance

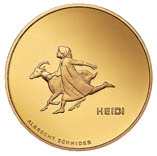
Pièce de monnaie commémorative suisse de 50 francs (2001)

Les romans ont très vite été traduits dans le monde entier en plus de cinquante langues. En français : Heidi (1882) et Heidi grandit (1882). Le roman s’appelle « Heidi - La petite fille des Alpes » (アルプスの少女ハイジ) au Japon.
Charles Tritten (qui fut l'un des traducteurs en français) a écrit des suites à l'histoire. Il y eut de nombreuses adaptations pour le cinéma, la télévision, la radio et la scène. Un dessin animé réalisé au Japon (1974) a également connu une diffusion internationale. 
En 2022, la cinéaste suisse Anita Hugi présente "Le cauchemar de Heidi", film documentaire qui reflète l'impact mondial de l'histoire crée par Johanna Spyri (1827-1901) et la création de la série d'animation japonaise Heidi, en visitant les lieux de l'histoire avec l'animateur japonais Yoichi Kotabe. Le film documentaire "Le cauchemar de Heidi", co-produit par Arte et la SSR, est aussi le premier portrait de la créatrice de Heidi, Johanna Spyri. Sa voix est lue par l'actrice suisse Marthe Keller,,.

### Les suites de Heidi
Entre les années 1930 et 1950, l'éditeur Flammarion a publié cinq suites à l'histoire de Heidi, quatre écrites par Charles Tritten et une par Nathalie Gala :
- Heidi jeune fille (1936) par Charles Tritten
- Au pays de Heidi (1938) par Charles Tritten
- Heidi et ses enfants (1939) par Charles Tritten
- Heidi grand'mère (1941) par Charles Tritten[13]
- Le Sourire de Heidi (1955) par Nathalie Gara[14]

En 1967, les éditions Hemma publient une nouvelle suite de Heidi, écrite par Nelly Kristink, intitulée Heidi et l’enfant sauvage. Dans cette histoire, Heidi, désormée jeune femme mariée et mère de trois enfants, vient au secour d'un enfant vagabond.
En Suisse, en 2001, à l'occasion du 100e anniversaire de la mort de Johanna Spyri, une pièce de monnaie commémorative lui est dédiée, de même qu'un timbre-poste en 1951.

## Adaptations

### Films
- 1920 : Heidi, film muet américain de Frederick A. Thomson, avec Madge Evans ;

- 1937 : Heidi la sauvageonne (Heidi)[16], film de Allan Dwan avec Shirley Temple (Heidi) ;

- 1952 : Heidi[17], film suisse-allemand de Luigi Comencini, avec Elsbeth Sigmund (Heidi), Thomas Klameth (Peter) et Heinrich Gretler (le grand-père). Succès aux États-Unis (300 copies dans 4300 salles) ;

- 1955 : Heidi et Pierre[18], suite du film précédent, réalisé par Franz Schnyder, avec les mêmes acteurs (1er film suisse en couleur) ;

- 1958 : A Gift for Heidi de George Templeton ;

- 1965 : Heidi[19], film autrichien réalisé par Werner Jacobs, avec Eva-Maria Singhammer dans le rôle de Heidi ;

- 1982 : Les Malheurs de Heidi (Heidi's Song)[20], film musical animé de Robert Taylor ;

- 1990 : Heidi - Le sentier du courage (Courage Mountain), film américain de Christopher Leitch, avec Charlie Sheen dans le rôle de Peter. Les personnages de Heidi et de Peter sont ici des adolescents amoureux pendant la Première Guerre mondiale ;

- 1995 : Heidi, film d'animation japonais de Toshiyuki Hiruma Takashi, produit par Jetlag Productions ;

- 1998 : Heidi, court métrage d'animation suisse-allemand d'Alain Gsponer ;

- 2001 : Heidi, film suisse de Markus Imboden qui présente une histoire de Heidi en situant l'histoire en 2001 ;

- 2002 : Heidi, film allemand d'Albert Hanan Kaminski ;

- 2005 : Heidi, film d'animation canadien, allemand et britannique, réalisé par Robert Alvarez, produit par Nelvana Limited, Telemagination et TV-Loonland AG, d'après le roman original de 1881 ;

- 2005 : Heidi, film britannique de Paul Marcus, avec Emma Bolger (Heidi) et Max von Sydow ;

- 2015 : Heidi, film suisse d'Alain Gsponer, avec Anuk Steffen et Bruno Ganz.

### Séries télévisées
- 1953 : Heidi et ses amis (Heidi), série télévisée britannique en 6 épisodes, avec Julia Lockwood, Roger Maxwell, Vari Falconer ;

- 1959 : Heidi, série télévisée britannique de la BBC, avec Sara O'Connor ;

- 1968 : Heidi, téléfilm américain de Delbert Mann, avec Jennifer Edwards, Maximilian Schell et Michael Redgrave ;

- 1974 : Heidi (Arupusu no Shōjo Haiji), série animée japonaise d'Isao Takahata (52 épisodes) ;

- 1974 : Heidi, série télévisée britannique de la BBC, avec Emma Blake ;

- 1978 : Heidi, série télévisée suisse-allemande en 26 épisodes avec Katia Polletin (Heidi), Stefan Arpagaus (Peter) et Katharina Böhm (Clara) ;

- 1993 : Heidi, mini-série américano-italo-suisse de Disney Channel Premiere Films, réalisée par Michael Ray Rhodes, avec Noley Thornton (Heidi) et Jane Seymour (Mlle Rougemont) ;

- 1991 : dessin animé Heidi, Japon, alternatif : "Sugar & Spice : Heidi" - États-Unis ;

- 2001 : remake du dessin animé japonais de 1974 ;

- 2007 : Heidi 15 ans, série télévisée suisse (26 épisodes basés sur la vie de Heidi à l'adolescence) ;

- 2015 : Heidi, série animée en 65 épisodes produite en 3D par Studio 100 Animation. C'est un remake en images de synthèse de la série animée japonaise de 1974 ;

- 2017 : Heidi, bienvenida a casa, telenovela italo-argentine créée et produit par Marcela Citterio pour Nickelodeon Latin America, avec Chiara Francia (Heidi), adaptée du roman original de 1881.

### Spectacles
- 2000 : Adaptation théâtrale par Emanuelle delle Piane au petit théâtre de Lausanne
- 2004 : comédie musicale intitulée Heidi - Das Musical, à Walenstadt

### Bande dessinée
- 1976-1977 : Heidi, 21 cahiers, éditions Bastei
- 1977-1981 : Heidi, 179 cahiers, éditions Bastei
- 1978 : Heidi, 1 album, éditions Bastei
- 1978-1979 : Heidi, 8 livres de poche, éditions Bastei
- 1978-1981 : Heidi, 4 livres de poche, éditions Condor
- 1979 : Heidi cahier spécial bande dessinée, 1 cahier, éditions Condor
- 1980-1984 : Heidi, 9 livres de poche, éditions Bastei
- 1987-1988 : Heidi, 28 cahiers, éditions Bastei
- 2017 : Heidi au printemps, de Marie Spénale, éditions Delcourt

## Hommages
La région de Walenstadt s'est proclamée en 1997 « Heidiland » (littéralement : « le pays de Heidi »).
L'astéroïde (2521) Heidi, découvert en 1979 par l'astronome suisse Paul Wild, est nommé en l'honneur de Heidi.

## Webographie
- Isabelle Nières-Chevrel, « Relire Heidi aujourd'hui : la Suisse entre culture ancestrale et modernité », Strenæ. Recherches sur les livres et objets culturels de l'enfance, no 2,‎ 2011 (lire en ligne).
- Anita Hugi: Le cauchemar de Heidi. Film documentaire, 2022, produit par Narrative Boutique, ARTE, SRG SSR, avec la participation de Yoichi Kotabe, Petra Volpe et la voix de Marthe Keller